# روبرت ليما فونسيكا
روبرت ليما فونسيكا (بالإسبانية: Robert Lima)‏ هو لاعب كرة قدم أوروغواياني في مركز الدفاع، ولد في 18 يونيو 1972 في ميلو، أوروغواي ‏ في الأوروغواي، وتوفي في 17 يونيو 2021. لعب مع بنيارول.